# Montañés (Schiff)
Die Montañés war ein 74-Kanonen-Linienschiff (Zweidecker) der spanischen Marine, das von 1794 bis 1810 in Dienst stand.

## Geschichte

### Bau
Die spätere Montañés wurde von dem spanischen Schiffbauingenieur Julián Martín de Retamosa, als verbesserte Version der San-Ildefonso-Klasse und Typschiff einer neuen Klasse von 74-Kanonen-Schiffen, entworfen. Von diesen sollten ursprünglich drei Einheiten bestellt werden, aber nur die spätere Montañés wurde am 24. November 1792 bestellt. Die beiden anderen Einheiten wurden als verlängerte Version bzw. als 80-Kanonen-Schiffe ausgeführt (Neptuno-Klasse).
Das Schiff wurde 1793 bei der Real Astillero de Esteiro in Ferrol auf Kiel gelegt. Der Stapellauf erfolgte am 14. Mai 1794 und die Indienststellung, unter dem Kommando von Capitán de navío Casimiro Vigodet, im August 1794.
Entsprechende Gegenstücke anderer Marinen waren etwa die französische Redoutable  (Stapellauf 1792, 55,87 m × 14,33 m × 7,15 m) oder die britische Mars (Stapellauf 1794, 53,65 m × 14,94 m × 6,11 m).

### Einsatzgeschichte
Nach einem kurzen Einsatz im Golf von Biskaya gegen das revolutionäre Frankreich wurden zwischen September und November 1794, zusammen mit dem ebenfalls neu in Dienst gestelltem Linienschiff Monarca, Erprobungen durchgeführt. Hierbei zeigte sich, dass die Montañés bis zu 14 Knoten schnell laufen konnte. Nach Abschluss dieser Erprobung verlegte das Schiff ins Mittelmeer, wo es bis Ende 1795 eingesetzt wurde. In dieser Zeit wurde entschieden, alle zukünftigen „74er“ nach den Spezifikationen der Montañés zu bauen. Des Weiteren kaperte sie zusammen mit dem Linienschiff Reina Luisa die französische 32-Kanonen-Fregatte Iphigénie und entkam vor der katalanischen Stadt Sant Feliu de Guíxols einem starken französischen Geschwader (acht Linienschiffe und zwei Fregatten) – dieses nur, da sie durch ihre guten Segeleigenschaften in die Reichweite der spanischen Küstenartillerie flüchten konnte, was die Franzosen zum Abbruch der Verfolgung veranlasste.
Ende November 1795 verlegte die Montañés, als Teil des fünf Schiffe umfassenden Geschwaders von Jefe de Escuada Ignacio María de Álava, von Cádiz über Kap Hoorn und weitere teils längere Zwischenstopps nach Manila (Cavite) auf den Philippinen, wo sie am 8. Januar 1797 eintraf. Auftrag dieses Geschwaders war es, diese Kolonie gegen feindliche Streitkräfte (Franzosen oder Briten) zu schützen, wobei sie im Januar 1798 beim britischen Überfall auf Manila nicht zum Einsatz kam, da die Schiffe des Geschwaders durch einen Taifun im April des Vorjahres schwere Schäden erlitten hatten, die noch nicht vollständig behoben waren. Nach ihrer Instandsetzung operierte die Montañés, zusammen mit zwei Fregatten, von Mitte Mai bis Mitte Juni vor der chinesischen Küste, um den britischen Chinahandel zu stören. Es wurden aber keine britischen Schiffe gesichtet. Daher wurde die Zeit zur Ausbildung der Besatzung und Erprobung der auf den Philippinen hergestellten neue Takelage genutzt. Anfang Januar 1799 operierte die Montañés als Teil eines spanisch-französischen Geschwaders (zwei Linienschiffe, drei Fregatten und eine Korvette) erneut gegen den britischen Chinahandel. Hierbei kam es am 27. Januar zum Kontakt mit einem britischen Geleitzug und seiner Sicherung bei Macau in der Mündung des Perlflusses, ohne nennenswerte Kampfhandlungen zwischen beiden Parteien (Zwischenfall vor Macau). Diesem folgten bis Anfang 1803 keine weiteren offensiven Aktionen gegen die Briten mehr, sondern nur defensive Maßnahmen zum Schutz der spanischen Besitzungen und des Amerikahandels (siehe Manila-Galeone) wie die Begleitung des Schiffes Rey Carlos von Manila nach Acapulco und zurück im Jahr 1801.
Ab 11. Januar 1803 verlegte die Montañés zusammen mit vier Fregatten und einer Urca über Kap Hoorn nach Cádiz, wo der Verband am 15. Mai 1803 eintraf. Anschließend wurde das Schiff bis Juni nach dem neuen Artilleriereglement für 74er mit 80 Geschützen ausgestattet. Hierbei wurden die 24-Pfünder-Kanonen gegen 36-Pfünder-Kanonen ausgetauscht, zehn 8-Pfünder-Kanonen durch die gleiche Anzahl an 30-Pfunder-Obús (Haubitzen) ersetzt und weitere sechs 24-Pfünder-Obús auf dem Poopdeck aufgestellt.
Nach Abschluss dieser Arbeiten verlegte das Schiff nach Ferrol. Hier zeigte sich, dass eine dringende Überholung notwendig war, welche zwischen November 1804 und Juni 1805 durchgeführt wurde, wobei auch der Rumpf neu mit Kupfer beschlagen wurde. Nach diesen Arbeiten und einer Verlegung nach Cádiz gehörte die Montañés zu den spanischen Kräften, die zusammen mit einer französischen Flotte (insgesamt 33 Linienschiffe) sich am 21. Oktober 1805 bei Kap Trafalgar eine Schlacht mit den Briten lieferten (Schlacht von Trafalgar), bei der die französisch-spanische Flotte eine schwere Niederlage erlitt und 22 Linienschiffe verloren gingen. Die Montañés, welche 20 Tote und 29 Verwundete zu beklagen hatte, konnte aber mit einigen anderen Schiffen entkommen. Im Nachgang der Schlacht gelang es dieser Gruppe, die beiden durch die Briten gekaperten Schiffe Santa Ana und Neptune zurückzuerobern und sicher nach Cádiz einzubringen.
Nach der Beseitigung ihrer Gefechtsschäden wurde sie in spanischen Gewässern eingesetzt und war im Juni 1808 Teil eines Geschwaders, welches im Rahmen des spanischen Unabhängigkeitskrieg das in Cádiz durch die Briten blockierte französische Geschwader unter Vice-amiral François Étienne de Rosily-Mesros zur Kapitulation zwang.
Die Montañés gehörte im März 1810 zu den Schiffen, darunter die portugiesische Maria I. und die spanische Nuestra Señora de la Paz, die sich zur Versorgung des durch die Franzosen belagerten Cádiz in der Bucht von Cádiz befanden. Auf Grund eines Sturm strandeten über 20 Schiffe an der Küste der Isla del Trocadero. Die Besatzung konnte sich retten, doch eine Bergung scheiterte, da französische Truppen dies vereitelten. Diese setzten das Schiff schließlich am 10. März 1810 in Brand. Das Wrack bzw. der Rumpf der Montañés konnte später gehoben werden und wurde am 12. März 1822 zum Abbruch verkauft.

## Technische Beschreibung

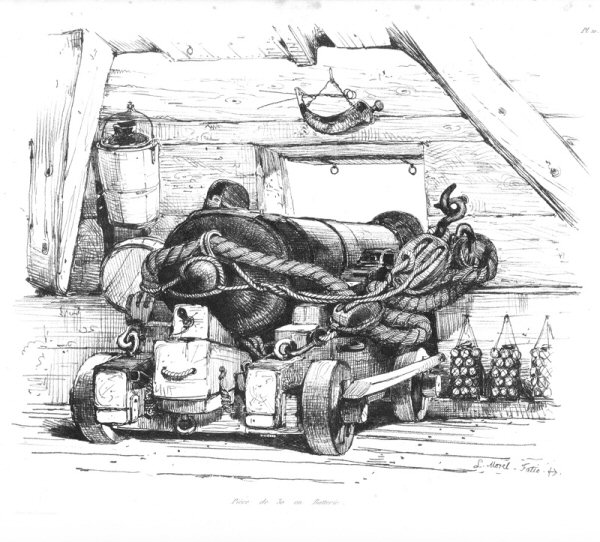
Zeichnung eines 36-Pfünders

Die spätere Montañés war als Batterieschiff mit zwei durchgehenden Geschützdecks konzipiert und hatte eine Länge von 52,94 Metern (Geschützdeck) bzw. 47,23 Metern (Kiel), eine Breite von 14,21 Metern und einen Tiefgang von 7,11 Metern bei einer Vermessung von 1499 tons (bm) bzw. einer Verdrängung von 2.753 Tonnen. Sie war ein Rahsegler mit drei Masten (Fockmast, Großmast und Kreuzmast). Der Rumpf schloss im Heckbereich mit einem Heckspiegel, in den Galerien integriert waren, die in die seitlich angebrachten Seitengalerien mündeten.
Die Bewaffnung bestand bei Indienststellung aus 74 Kanonen und ab 1803 aus 80 Geschützen.
|        | Unteres Batteriedeck    | Oberes Batteriedeck     | Backdeck                                       | Achterdeck                                     | Poopdeck                 | Kanonen (Geschossgewicht) |
| ------ | ----------------------- | ----------------------- | ---------------------------------------------- | ---------------------------------------------- | ------------------------ | ------------------------- |
| Design | 28 × 24-Pfünder-Kanonen | 30 × 18-Pfünder-Kanonen | 6 × 8-Pfünder-Kanonen                          | 10 × 8-Pfünder-Kanonen                         | –                        | 74 Kanonen (308,25 kg)    |
| 1803   | 28 × 36-Pfünder-Kanonen | 30 × 18-Pfünder-Kanonen | 2 × 8-Pfünder-Kanonen 2 × 30-Pfünder-Haubitzen | 4 × 8-Pfünder-Kanonen 8 × 30-Pfünder-Haubitzen | 6 × 24-Pfünder-Haubitzen | 80 Geschütze (469,28 kg)  |

## Besatzung
Die Besatzung hatte im Frieden eine Stärke von 510 Mann und im Krieg von 614 Mann.

## Bemerkungen
1. ↑  Bei der Berechnung des Gewichtes einer Breitseite kann es zu Unterschieden kommen, da in der damaligen Zeit ein Pfund, je nach Land, unterschiedliche Gewichtswerte hatte. Das spanische Libra hatte z. B. ein Gewicht von 460,08 Gramm, während das englische Pound ein Gewicht von 453,592 Gramm hatte.